# Topcon
Topcon Corporation (株式会社トプコン, Kabushiki-gaisha Topukon) is een Japanese fabrikant van optische apparatuur voor oogheelkunde en landmeetkunde.

## Geschiedenis
- September 1932 – TOPCON werd opgericht  op basis van de afdeling landmeetkundige instrumenten van K. Hattori & Co., Ltd. (momenteel SEIKO HOLDINGS CORPORATION) om de optische instrumenten voor het Japanse leger te vervaardigen, namelijk landmeetinstrumenten, verrekijkers en camera's. [2]
  - Bedrijfsnaam: Tokyo Kogaku Kikai Kabushikikaisha (Tokyo Optical Co., Ltd.)
  - Hoofdkantoor: 2, Ginza 4-chome, Kyobashi-ku, Tokyo.
  - Fabrieken: Toshima-ku en Takinogawa-ku, Tokyo.

- April 1933 - Hoofdkantoor en hoofdfabriek gebouwd op 180, Shimura-motohasunuma-cho, Itabashi-ku, Tokio. De hoofdkantoorfuncties zijn ook daarheen verplaatst. [2]

- November 1945 – Tijdelijk gesloten fabrieken na het einde van de Tweede Wereldoorlog. Toestemming gekregen van de gouverneur van Tokio om de fabriek om te bouwen voor de productie van civiele producten. De fabriek is heropend voor de productie van verrekijkers en landmeetinstrumenten.[2]

- December 1946 - Oprichting van Yamagata kikai kogyo kabushikikaisha (momenteel Topcon Yamagata Co., Ltd.) in Yamagata-shi, prefectuur Yamagata. [2]

- December 1947 - Begonnen met de verkoop van lensmeters. Gestart met oogheelkundige en medische instrumenten. [2]

- Mei 1949: Noteert zijn aandelen op de beurzen van Tokyo en Osaka Stock Exchange.[2]
- 1957 - Bracht zijn eerste spiegelreflexcamera uit, de Topcon R, [3] met semi-automatische lens en een verwisselbare zoeker.[2]
- Maart 1960 - Werd een dochteronderneming van Tokyo Shibaura Electric Co., Ltd. (momenteel Toshiba Corporation) [2]
- Mei 1963 - Uitgave van de eerste spiegelreflexcamera met door-de-lensmeting (TTL - through the lens), de TOPCON RE Super. [3]
- Oktober 1969 - Oprichting in Tokyo Kogaku Seiki Kabushikikaisha (momenteel OPTONEXUS Co., Ltd.) in Tamura-gun, prefectuur Fukushima.[2]
- April 1970 – Oprichting van Topcon Europe NV (momenteel Topcon Europe BV) in Rotterdam, Nederland.[2]
- September 1970 - Oprichting van Topcon Instrument Corporation of America (momenteel Topcon Medical Systems, Inc.).[2]
- Januari 1975 - Oprichting van Topcon Sokki Co., Ltd. (momenteel Topcon Sales Corporation), een verkoopbedrijf voor landmeetinstrumenten.[2]

- December 1976 – Oprichting van Topcon Medical Japan Co., Ltd., een verkoopbedrijf voor medische instrumenten.[2]
- April 1978 - Begonnen met de verkoop van een elektrische afstandsmeter DM-C1 met een nabij-infraroodmeter.[2]
- Oktober 1978 - Begonnen met de verkoop van een refractometer RM-100 met nabij-infraroodbundel en een televisiesysteem.[2]
- April 1979 - Oprichting van Topcon Singapore Pte. Ltd. in Singapore.[2]
- April 1986 - Oprichting van Topcon Optical (HK) Ltd. in Hong Kong. September 1986, genoteerd aan de eerste secties van de beurzen van Tokyo en Osaka Stock Exchange.[2]
- April 1989 - Veranderde de bedrijfsnaam in Topcon Corporation.[2]
- April 1991 – Toetreding tot de sector van elektronenbundels.[2]
- September 1994 – Oprichting van Topcon Laser Systems, Inc. (momenteel Topcon Positioning Systems, Inc.) in Californië, VS, overname van  Advanced Grade Technology, en toetreding tot de machinebesturingsbranche.[2]
- Oktober 1994 - Levering van een landelijk continu GPS-observatiesysteem aan het Geographical Survey Institute, Ministerie van Bouw, Japanse regering.[2]
- Juli 2000 – Overname van Javad Positioning Systems Inc. [4] [5] in de Verenigde Staten en begonnen met de verkoop van precisie-GPS-ontvangers en aanverwante systeemproducten.
- Juli 2001 – Oprichting van Topcon America Corporation in New Jersey, VS, als holdingmaatschappij. Reorganisatie van de dochterondernemingen in de Verenigde Staten, waarbij het verdeeld werd in de de oogheelkundige en medische instrumentenbranche, en de positioneringsbranche.[2]
- Juli 2002 - Liquidatie van Topcon Singapore Pte. Ltd. en oprichting van Topcon South Asia Pte. Ltd. in Singapore.
- Februari 2004 - Oprichting van Topcon (Beijing) Opto-Electronics Corporation in Peking, China.[2]
- Juli 2005 – Reorganisatie van verkoopfilialen in Europa en de oprichting van twee nieuwe firma's op de Europese markt - de ene houdt toezicht op de oogzorgactiviteiten en de andere houdt toezicht op de positioneringsactiviteiten - met Topcon Europe BV als houdstermaatschappij.[2]
- Juli 2005 - Overdracht van een deel van het segment oogheelkundige instrumenten van de Hoya Corporation Vision Care Company in Japan.[2]
- April 2006 - Implementatie van aandelensplitsing in verhouding 2:1.[2]
- Augustus 2006 – Overname van ANKA Systems, Inc. in de Verenigde Staten voor volwaardige toegang tot de oogheelkundige netwerkactiviteiten in de Verenigde Staten. [6]
- Oktober 2006 - Overname van KEE Technologies Pty Ltd. in Australië voor toegang tot de landbouw.[2]
- April 2007 – Om een mondiale groep op te bouwen en een snelle bedrijfsexpansie te bewerkstelligen heeft Topcon drie bedrijfsstructuren aangenomen: Positioning Business Unit, Eye Care Business Unit en Finetech Business Unit.
- Mei 2007 - Bedrijfsrechten voor mobiele besturing (o.a. navigatiesystemen en ITS) overgedragen aan de Amerikaanse dochteronderneming van Javad Navigation Systems, Inc. [4]
- Februari 2008 – Uitvoering van een overnamebod op aandelen van Sokkia Co., Ltd., waarna er een dochteronderneming van gemaakt is om de concurrentiekracht van de positioneringsactiviteiten op de wereldmarkt te vergroten.[2]
- Juli 2008 - Opgerichting in Turijn (Italië) TIERRA SPA, een joint venture met Divitech Spa die actief is in de marktsegmenten voor telematica en diagnose op afstand.
- Juni 2009 – Aandelen verworven van de Italiaanse fabrikant van draadloze communicatie DESTURA s.r.l. om de activiteiten in mobiele communicatie, machinebesturingen en agrarische IT-marktsegmenten te versterken. [7]
- Oktober 2009 – Oprichting van Topcon 3D Inspection Laboratories, Inc., een ontwikkelings-/ontwerpbedrijf voor 3D-inspectietechnologie in Canada. Toegang tot de 3D-meting en high-end printplaatvelden.[2]
- Maart 2010 – Overname van InlandGEO Holding SL, de grootste dealer in Spanje, om de verkoopkanalen voor precisielandbouwsystemen op de Europese, Midden-Oosterse en Afrikaanse markten te verbeteren. [8] [9]
- Juli 2010 - Chinese dochteronderneming uitgebreid en Topcon (Beijing) Opto-Electronics Development Corporation opgericht als productiebasis in de opkomende Chinese markt.[2]
- Juli 2010 - Reorganisatie van verkoopdochteronderneming in Singapore, oprichting van Topcon Singapore Holdings Pte. Ltd. als holdingmaatschappij. Oprichting van nieuwe verkoopbedrijven voor positionering en oogzorg.[2]
- Augustus 2010 – Oprichtin van Topcon Medical Laser Systems, Inc. door de retina- en glaucoombranche van OptiMedica (VS) over te nemen en de markt voor therapeutische lasers te betreden.[2]
- Januari 2011 – Oprichting van Topcon Positioning Middle East en Africa FZE, om de positioneringsactiviteiten op de markt in het Midden-Oosten en Afrika uit te breiden.[2]
- November 2014 - Overname van Wachendorff Elektronik GmbH en Wachendorff Electronics Inc. [10]
- September 2015 – Toshiba verkoopt zijn aandelen van Topcon. [11]
- Augustus 2017 – Oprichting van Topcon Healthcare Solutions, Inc., een medisch softwarebedrijf gevestigd in Oakland, New Jersey. Hun primaire focus ligt binnen de oogzorg. [2]
- Juli 2021 – Topcon Corporation heeft VISIA Imaging s.r.l. overgenomen, een fabrikant van oogheelkundige apparatuur met hoofdkantoor in de buitenwijken van Florence, Italië. [12]

## Camera's
Tokyo Kogaku produceerde camera's. Te beginnen met een 6×4,5 cm-middenformaatcamera, de Lord, in 1937. Een filmcamera met filmformaat 127 volgde het jaar daarop. De Primoflex I-tweelensreflexcamera kwam uit in 1951. En twee jaar later werd de Topcon 35A onthuld. In 1960 produceerde het bedrijf een 6x9-perscamera in opdracht van de Metropolitan Police Department van Tokyo. Deze camera gebruikte aanvankelijk een Mamiya-lens, maar civiele modellen kwamen beschikbaar met Topcon-lenzen.
Met de 35 mm Topcon RE Super van 1963 was het bedrijf een pionier op het gebied van meting door de lens met vol-diafragma. Rond 1973 begon de productie van de SLR IC-1 AUTO. Waarbij ‘IC’ betekent 'integrated circuit', ofwel ‘geïntegreerd schakeling’, wat werd gebruikt voor diafragmaregeling.  Het bedrijf bleef innoveren totdat het in 1981 deze branche verliet. De Charles Beseler Company importeerde de cameralijn naar de VS, waarbij de RE-Super werd omgedoopt tot de Super-D.
Rond 1965 testte de Amerikaanse marine camera's van verschillende Japanse en Duitse fabrikanten (waaronder de Nikon F). De Topcon Super D was de winnaar van deze wedstrijd en werd tot de jaren '80 door de US Navy en US Airforce gebruikt. 

## Topcon Positioning Systems
Topcon Positioning Systems Inc. levert positioneringstechnologie voor landmeters, civiel ingenieurs, aannemers, eigenaren en operators van apparatuur. Hiermee kunnen bijvoorbeeld taken worden verricht zoals landmetingen, het analyseren en verwerken van gegevens, kadastrale werkzaamheden zoals grensafbakening, en metingen in de bouw. 
Topcon Corporation verwierf Advanced Grade Technology in 1994 en werd bekend als Topcon Laser Systems. 
In augustus 2000 nam Topcon JPS Inc. over, een bedrijf uit San Jose, Californië. Dit was een leverancier van precisie GPS- en GPS/GLONASS-producten. 
Met de introductie van een reeks positioneringsproducten groeide Topcon Laser Systems en werden de afdelingen voor landmeetkundige instrumenten, GPS-producten en bouwpositioneringsproducten in juli 2001 samengevoegd. Dit is hoe Topcon Positioning Systems werd opgericht.

## Gezondheidszorg
In september 1970 richtte het bedrijf Topcon Instrument Corporation of America op, wat momenteel Topcon Medical Systems, Inc. is. Dit is een ontwikkelaar en leverancier van diagnostische apparatuur voor de oogheelkundige gemeenschap. In augustus 2017 heeft Topcon een medische softwaredivisie opgericht, Topcon Healthcare Solutions, Inc., een ontwikkelaar van oogzorgsoftware en leverancier van gerelateerde gezondheidszorgdiensten. 

## Topcon Europe B.V.
In 1970 is Topcon Europe Positioning B.V. opgericht in Rotterdam. Het Europese hoofdkantoor van Topcon Healthcare bevindt zich momenteel in Capelle a/d IJssel, en Topcon Positioning Netherlands is sinds 2023 in Amersfoort gevestigd.  Ook zit er sinds 2021 een distributiecentrum in Zoetermeer.

## Galerij
- Een niet-mydriatische netvliescamera van Topcon
- Een Topcon ACP 8-projector
- Demonstratie van het gebruik van een Topcon GR-3-satellietsysteem voor globale navigatie
- Een lasertachymeter en meetprisma gemaakt door Sokkia